# يان تايلور (مقدم تلفزيوني)
يان تايلور (بالإنجليزية: Ian Taylor)‏ هو مقدم تلفزيوني نيوزيلندي، ولد في عقد 1950.